# Mogliazze
Mogliazze è  una piccola frazione di Bobbio. È posta a 800 m sulla sponda sinistra della valle del Carlone, sotto la Costa Ferrata (1.036 m) con davanti le cime del Bricco di Carana (805 m) e del Monte Alberto (1.000 m). Si raggiunge con 1,5 km di strada da San Cristoforo, dista dal capoluogo comunale 7 km.
Dalle Mogliazze si diparte la strada comunale sterrata che porta attraverso il Passo di Costa Ferrata alla frazione di Cernaglia di Dezza.
Dalla strada si collega il Sentiero medioevale per il Santuario del Monte Penice

## Storia
Il nome attuale deriva, come per Moglia, dal latino molleus = umidiccio, infatti indica un luogo con molta umidità.